# Daniel Harding
Daniel Harding (Oxford, 1975. augusztus 31. – ) brit karmester.

## Élete, munkássága
Daniel Harding Oxfordban született. Trombitát tanult a manchesteri Chetham’s School of Musicben, és 13 évesen a Nemzeti Ifjúsági Zenekar tagja volt. 17 éves korában megszervezett egy zenészcsoportot, hogy előadják Arnold Schönberg Pierrot Lunaire-jét. Az előadásról készített egy hangfelvételt, amit elküldött Simon Rattle-nek, Birminghambe. Rattle a Birmingham Városi Szimfonikus Zenekar karmestere volt, és miután meghallgatta a kazettát, Hardingot 1993 és 1994 között asszisztensévé fogadta. Harding ezután a Cambridge-i Egyetemre járt, de az első egyetemi éve után a Berlini Filharmonikus Zenekarnál Claudio Abbado asszisztense lett, és 21 éves korában már vezényelhette is a zenekart. 1996-ban először vezényelt a Proms-on (BBC Promenade Concerts), és ekkor ő volt a legfiatalabb karmester, aki ott fellépett. Az ifjú karmester egy nyilatkozatában elmondta, hogy soha nem vett részt hivatalos (iskolai) karmesteri képzésben.
Harding 1997-ben Emanuel Ax zongorista mellett az Ojai Zenei Fesztivál (USA) zenei igazgatója volt. Ezután a Trondheimi Szimfonikus Zenekar (1997–2000), a Deutsche Kammerphilharmonie Bremen (1999–2003) és a Mahler Kamarazenekar (2003–2008) zenei igazgatója volt. Miután 2005-ben Riccardo Muti lemondott a milánói Scalában, Harding Mozart Idomeneo című operájával mutatkozhatott be.
2004-ben Hardingot kinevezték a Londoni Szimfonikus Zenekar vezető karmesterévé. Egyik első projektje a Sound Adventures program bevezetése volt, amely új kompozíciók bemutatását jelentette. Hangfelvételt készített a zenekarral a Billy Budd című Britten-operáról az EMI Classics közreműködésével. 2007-ben a Svéd Rádió Szimfonikus Zenekarának vezető karmestere lett. Szerződését 2009 szeptemberében 2012-ig meghosszabbította, majd 2013 áprilisában a zenekar tovább hosszabbította azt 2015-ig. A zenekarral együtt ezután szerződést kötött hangfelvételek készítésére a Sony Classical hanglemezcéggel. 2015 júniusában az Orchestre de Paris bejelentette Harding kinevezését kilencedik vezető karmesterévé, 2016 szeptemberétől. Ennél a zenekarnál a 2018–2019-es szezon végén fejezte be tevékenységét. 2018 októberében a Svéd Rádió Szimfonikus Zenekara bejelentette Harding szerződésének újabb, 2023-ig történő meghosszabbítását, valamint a művészeti vezetői cím odaítélését.
Japánban 2010 szeptemberében Harding az Új Japán Filharmonikusok zenei partnere, 2012 áprilisában pedig a Karuizawában található Ohga Hall művészeti igazgatója lett.
Hardingnak két gyermeke van, Adele és George, a Béatrice Muthelet mélyhegedűssel, a Mahler Kamarazenekar tagjával kötött, ám válással végződött házasságából. Futballrajongó, nagy szurkolója a Manchester Unitednek. Harding képzett repülőgép pilóta, elhatározott célja, hogy 2020-ban Air France kereskedelmi pilótája legyen (ez a COVID-19-es világjárvány miatt késedelmet szenved).

## Felvételei
Válogatás az AllMusic és a Discogs nyilvántartásából.
| Megjelenés | Tartalom | Közreműködők | Kiadó                 |
| ---------- | --- | --- | --------------------- |
| 1997       | Kevin Volans: Concerto for Piano and Wind Instruments; This is How It is; Leaping Dance; Walking Song       | Peter Donohoe, Wim Steinmann, Netherlands Wind Ensemble                                                                                | Chandos               |
| 1998       | Masterprize: Top of the World (The Six Final Works for the International Composing Competition)             | London Symphony Orchestra | BBC Music Magazine    |
| 1999       | Daniel Harding conducts Andrew March, Victoria Borisova-Ollas, Daniele Gasparini, Stephen Hartke, Carl Vine | London Symphony Orchestra | EMI                   |
| 2000       | Mozart: Don Giovanni                                                                                        | Mattei, Cachemaille, Remigio, Gens, Padmore, Larsson, Fechner, Oskarsson, Mahler Chamber Orchestra                                     | Virgin Classics       |
| 2001       | Brahms: Symphonies Nos. 3 & 4                                                                               | Deutsche Kammerphilharmonie Bremen | Virgin                |
| 2002       | Britten: The Turn of the Screw                                                                              | Ian Bostridge, Joan Rodgers, Julian Leang, Caroline Wise, Jane Henschel, Vivian Tierney, Mahler Chamber Orchestra                      | Virgin                |
| 2003       | Haydn: Cello Concertos                                                                                      | Gautier Capuçon, Mahler Chamber Orchestra                                                                                              | Erato/Virgin          |
| 2004       | Mahler: Symphony No. 4, 3 Lieder from des Knaben Wunderhorn                                                 | Dorothea Röschmann, Mahler Chamber Orchestra                                                                                           | Virgin Classics       |
| 2005       | Nicola Benedetti Plays Szymanowski, Chausson, Saint-Saëns                                                   | Nicola Benedetti, London Symphony Orchestra                                                                                            | Deutsche Grammophon   |
| 2006       | Bechara El Khoury: New York, Tears and Hope; The Rivers Engulfed                                            | Martyn Brabbins, London Symphony Orchestra                                                                                             | Naxos                 |
| 2007       | Mozart: Die Zauberflote (Highlights)                                                                        | Dorothea Röschmann, Miklósa Erika, Cristoph Strehl, René Pape, Hanno Müller-Brachmann, Arnold Schönberg Chor, Mahler Chamber Orchestra | Deutsche Grammophon   |
| 2008       | Britten: Billy Budd                                                                                         | Nathan Gunn, Ian Bostridge, Gidon Saks, Neal Davies, Jonathan Lemalu, Matthew Rose, London Symphony Orchestra & Chorus                 | Erato/Virgin Classics |
| 2010       | Orff: Carmina Burana                                                                                        | Patricia Petibon, Hans-Werner Bunz, Christian Gerhaher, Symphonieorchester und Chor des Bayerischen Rundfunks                          | Deutsche Grammophon   |
| 2012       | Csajkovszkij, Mendelssohn: Violin Concertos                                                                 | Ray Chen, Swedish Radio Symphony Orchestra                                                                                             | Sony Classical        |
| 2013       | Bartók: Violin Concertos Nos. 1 & 2                                                                         | Isabelle Faust, Swedish Radio Symphony Orchestra                                                                                       | Harmonia Mundi        |
| 2014       | Richard Strauss: Alpine Symphony                                                                            | Saito Kinen Orchestra | Decca                 |
| 2015       | Mahler: Symphonie Nr. 6                                                                                     | Bavarian Radio Symphony Orchestra | BR Klassik            |
| 2016       | Rameau: Hippolyte et Aricie, suite d'orchestre; Berlioz: Symphonie Fantastique                              | Swedish Radio Symphony Orchestra | Harmonia Mundi        |
| 2018       | Widmann: Viola Concerto                                                                                     | Antoine Tamestit, Bavarian Radio Symphony Orchestra                                                                                    | Harmonia Mundi        |
| 2019       | Brahms: Ein deutsches Requiem                                                                               | Matthias Goerne, Christiane Karg, Swedish Radio Symphony Orchestra & Choir                                                             | Harmonia Mundi        |
| 2020       | Schönberg: Violin Concerto; Verklärte Nacht                                                                 | Isabelle Faust, Swedish Radio Symphony Orchestra                                                                                       | Harmonia Mundi        |

## Fordítás
Ez a szócikk részben vagy egészben  a   Daniel Harding című angol Wikipédia-szócikk ezen változatának fordításán alapul.  Az eredeti cikk szerkesztőit annak laptörténete sorolja fel. Ez a jelzés csupán a megfogalmazás eredetét és a szerzői jogokat jelzi, nem szolgál a cikkben szereplő információk forrásmegjelöléseként.